# District de Soná
Le district de Soná est l'une des divisions qui composent la province de Veraguas, au Panama.

## Toponymie
Une histoire raconte que Soná était le nom d'un brave cacique qui vivait sur les rives du río Tabarabá (aujourd'hui río San Pablo). Une autre théorie veut qu'il provienne de la langue indigène, dans laquelle sonare signifie « murmure des eaux », en raison des nombreux ruisseaux qui entourent la région.

## Histoire
L'histoire de Soná remonte à la colonisation espagnole, avec la fondation en 1571 d'un établissement dans le sud du district, nommé Filipinas.
Depuis 1775, Soná est mentionné comme lieu de catéchisation par les Padres reductores qui se trouvaient dans la ville voisine de Las Palmas. Depuis 1815, il fait partie du district de La Mesa. En 1828, Manuel Higinio Arosemena arrive à « ce qu'ils appelaient la ville de Soná ou San Isidro, qui est le saint patron ». Il a été constitué en district en 1848. Son premier maire, originaire de La Mesa, était Antonio Escudero. Casimiro del Bal, José Mariano Calviño et Manuel José Ortiz sont considérés, malgré le manque de preuves factuelles, comme les fondateurs de Soná.
Dès le début, la principale activité économique a été l'agriculture et l'élevage, ce qui lui a valu le surnom de « grenier du Panama » (espagnol : El granero de Panamá).

## Division politico-administrative
Elle est composée de douze corregimientos :
- Sona (es)
- Bahía Honda
- Calidonia
- Cativé
- El Marañón
- Guarumal
- La Soledad
- Quebrada de Oro
- Río Grande
- Rodeo Viejo
- Hicaco
- La Trinchera

Le district de Soná est composé de douze corregimientos. Les corregimientos (ou cantons) sont les unités de base de la division politique administrative du pays. Dans chacun d'eux est choisi, par vote populaire direct, un représentant du corregimiento, qui est à son tour membre du Conseil.

## Géographie
Elle est entourée de nombreuses rivières. Au sud, sur la côte Pacifique, elle est dotée de plages. La plage de Santa Catalina au sud.

## Économie
La production agricole est sa principale activité économique (lait, viande, riz, canne à sucre). Également le tourisme sur la côte.

## Données démographiques
30 % de sa population vit en zone urbaine et l'autre en zone rurale.

## Crédit d'auteurs
- (es) Cet article est partiellement ou en totalité issu de l’article de Wikipédia en espagnol intitulé « Distrito de Soná » (voir la liste des auteurs).